# Роль Сталина в Гражданской войне
После победы Октябрьской революции Сталин вошёл в Совет народных комиссаров (СНК) в качестве народного комиссара по делам национальностей (ещё в конце 1912—1913 гг. Сталин написал статью «Марксизм и национальный вопрос» и с этого времени считался специалистом по национальным проблемам). На II Всероссийском съезде Советов рабочих и солдатских депутатов Сталин был избран членом ВЦИК. В ночь на 28 октября (ст. ст.) в штабе Петроградского военного округа был участником разработки плана разгрома войск А. Ф. Керенского и П. Н. Краснова, наступавших на Петроград. 28 октября Ленин и Сталин подписали постановление СНК, запрещающее выход «всех газет, закрытых Военно-Революционным Комитетом».
29 ноября Сталин вошёл в Бюро ЦК РСДРП(б), совместно с Лениным, Троцким и Свердловым. Данному органу предоставлялось «право решать все экстренные дела, но с обязательным привлечением к решению всех членов ЦК, находящихся в тот момент в Смольном». Тогда же Сталин был переизбран в редколлегию «Правды». В ноябре — декабре 1917 года Сталин в основном работал в Народном комиссариате по делам национальностей. 2 (15) ноября 1917 года Сталин совместно с Лениным подписал «Декларацию прав народов России».
В апреле 1918 года Сталин вместе с Х. Г. Раковским и Д. З. Мануильским в Курске вёл переговоры с представителями Украинской Центральной Рады о заключении мирного договора.
В годы Гражданской войны Сталин являлся председателем Военного совета Северо-Кавказского военного округа (июнь-сентябрь 1918 года), членом Реввоенсовета Южного фронта (сентябрь-октябрь 1918 г.), членом Реввоенсовета Республики и представителем ВЦИК в Совете рабочей и крестьянской обороны (октябрь 1918 г. — июль 1919 г., май 1920 г. — апрель 1922 г.), членом Реввоенсовета Западного фронта и чрезвычайным уполномоченным Совета рабочей и крестьянской обороны (июль-сентябрь 1919 г.), членом Реввоенсовета Южного фронта (октябрь 1919 г. — январь 1920 г.), членом Реввоенсовета Юго-Западного фронта (январь-август 1920 г.)

С начала 30-х и до середины 50-х годов в советской исторической литературе укоренилась, обрела статус официальной и стала безраздельно господствующей сталинская концепция истории гражданской войны в СССР. Целеустремленно и настойчиво создавался и насаждался в сознании советского народа миф о Сталине как втором вожде партии и Красной армии.

Желаемый эффект достигался комплексным применением различных методов фальсификации истории. Роль В. И. Ленина и других крупных партийных, государственных и военных работников замалчивалась и принижалась, а заслуги Сталина в создании вооружённых сил Советской Республики, в осуществлении разгрома белогвардейцев и интервентов всемерно возвеличивались и восхвалялись.
Как отмечает исследователь С. С. Войтиков (в 2015): "Едва ли не наименее изученным периодом послереволюционной жизни И. В. Сталина является гражданская война".

## 1917 год
1917 год Иосиф Сталин встретил в Красноярске, куда его доставили по этапу 14 декабря 1916 года из заполярного села Курейка Туруханского края. Это была его седьмая и последняя ссылка. В Красноярск его доставили для мобилизации (в 1916 году власти начали проводить мобилизации среди ссыльных) в армию, но местная медицинская комиссия признала его негодным из-за травмированной левой руки. До окончания ссылки оставалось три месяца и Сталину разрешили отбывать окончание срока не в Курейке, а в городе Ачинске, где жили в ссылке Лев Каменев и Матвей Муранов, которых связывали со Сталиным дружеские отношения.
В Ачинске ссыльные лидеры партии встретили сообщение о победе Февральской революции и отречении царя. Сразу же после этого известия Сталин и Каменев сели на первый транссибирский экспресс, откуда Сталин послал приветственную телеграмму Ленину в Швейцарию. Вернувшись в Петроград 12 марта (25) 1917 года, Сталин и Каменев опередили Ленина на месяц. Они были первыми лидерами большевиков, оказавшихся в Петрограде. Уже 12 марта состоялось заседание Русского бюро ЦК РСДРП, в протоколе которого было записано: «Относительно Сталина было доложено, что он состоял агентом ЦК в 1912 году и потому являлся бы желательным в составе Бюро, но ввиду некоторых личных черт, присущих ему, Бюро ЦК высказалось в том смысле, чтобы пригласить его с совещательным голосом.»
В течение нескольких дней Сталин стал полноправным членом Русского бюро ЦК и вошёл в его президиум; 18 марта стал представителем от большевиков в Исполкоме Петроградского Совета рабочих и солдатских депутатов, кроме того, Сталин и Каменев стали редакторами вновь воссозданной газеты «Правды», оттеснив от руководства газетой Вячеслава Молотова и Александра Шляпникова. Фактически Сталин стал одним из лидеров большевиков Петрограда, сосредоточив контроль в своих руках над партийными организациями.
С 14 (27) марта 1917 года начала выходить газета «Правда». Новая редколлегия заняла позицию «революционного обороченства».
Вечером 3 апреля 1917 года лидер партии большевиков Владимир Ильич Ленин вернулся из эмиграции в Петроград. Близ Петрограда, на станции Белоостров, его встретили И.В. Сталин, Л.Б. Каменев, М.И. Ульянова, А.М. Коллонтай и другие. 11 (24) апреля Сталин высказался в поддержку «Апрельских тезисов» Ленина, таким образом, отойдя от позиции революционного оборончества.
18 апреля (1 мая) Сталин произнес речь на первомайском митинге на Биржевой площади Васильевского Острова. 20 апреля присутствовал на совещании членов Временного и Временного комитета Государственной думы с представителями Исполкома Петроградского совета рабочих и солдатских депутатов в Мариинском дворце, созванном в связи с нотой Милюкова от 18 апреля 1917 года.
21-29 апреля Сталин участвовал в работе VII (Апрельской) Всероссийской конференции РСДРП(б). 29 апреля Сталин был избран членом Центрального Комитета РСДРП(б).

## Власть в Царицыне

Егоров и Сталин

В мае 1918 года, в связи с обострением продовольственного положения, СНК РСФСР назначил Сталина ответственным за поставки продовольствия на Юге России и откомандировал в качестве чрезвычайного уполномоченного ВЦИК по заготовке и вывозу хлеба с Северного Кавказа в промышленные центры. Прибыв 6 июня 1918 года в Царицын, Сталин взял в свои руки всю полноту власти в городе и округе.
В это время, в июле 1918 года, Донская армия атамана П. Н. Краснова предприняла первое наступление на Царицын. 22 июля был создан Военный совет Северо-Кавказского военного округа, председателем которого стал Сталин.
В конце июля Донская армия овладела Торговой (совр. Сальск) и Великокняжеской (совр. Пролетарск), перерезав связь Царицына с Северным Кавказом. После провала наступления РККА 10—15 августа Донская армия обложила Царицын с трёх сторон. Группа генерала А. П. Фицхелаурова осуществила прорыв фронта севернее Царицына, заняв Ерзовку и Пичужинскую. Это позволило белым выйти к Волге и нарушить связь советского руководства в Царицыне с Москвой. Поражения Красной армии были вызваны также предательством начальника штаба Северо-Кавказского военного округа, А. Л. Носовича. Историк Д. А. Волкогонов пишет:

Несмотря на помощь Деникину со стороны предателя, бывшего царского полковника военспеца Носовича, штурм Царицына не принёс успеха белогвардейцам… Измена Носовича, ряда других бывших офицеров царской армии усилила и без того подозрительное отношение Сталина к военным специалистам. Нарком, облечённый чрезвычайными полномочиями по вопросам продовольственного дела, не скрывал своего недоверия к специалистам. По инициативе Сталина большая группа военспецов была арестована. На барже создали плавучую тюрьму. Многие были расстреляны.
Позднее, выступая на VIII съезде 21 марта 1919 года, Ленин раскритиковал Сталина за массовые расстрелы военспецов в Царицыне.
С 8 августа соединение под командованием генерала К. К. Мамонтова наступало на центральном участке. 18—20 августа произошли боевые столкновения на ближних подступах к Царицыну, в результате которых группа Мамонтова была остановлена, а 20 августа войска РККА внезапным ударом отбросили противника севернее Царицына и к 22 августа выбили белых из Ерзовки и Пичужинской. 26 августа был осуществлён переход в контрнаступление на всём фронте. К 7 сентября войска белых были отброшены за Дон; при этом они потеряли около 12 тысяч убитыми и пленными.
В сентябре Донским командованием было принято решение о новом наступлении на Царицын и была проведена дополнительная мобилизация. Советское командование приняло меры по укреплению обороны и улучшению управления войсками. Приказом РВС Республики от 11 сентября 1918 года был создан Южный фронт, командующим которого стал П. П. Сытин. Сталин стал членом РВС Южного фронта. 19 сентября 1918 года в телеграмме, направленной из Москвы в Царицын командующему фронтом Ворошилову, председатель СНК Ленин и ставший председателем Военно-революционного совета Южного фронта Сталин, в частности, отметили: «Советская Россия с восхищением отмечает геройские подвиги коммунистических и революционных полков Харченко, Колпакова, кавалерии Булаткина, броневых поездов Алябьева, Военно-Волжской флотилии.»
Между тем, 17 сентября войска генерала С. В. Денисова начали новое наступление на город. Наиболее ожесточённые бои происходили с 27 по 30 сентября. 3 октября Сталин и К. Е. Ворошилов посылают телеграмму Ленину с требованием обсудить в ЦК вопрос о действиях Троцкого, грозящих развалом Южного фронта. 6 октября Сталин выезжает в Москву. 8 октября Постановлением СНК Сталин назначается членом Реввоенсовета Республики. 11 октября Сталин возвращается из Москвы в Царицын. 17 октября 1918 года понеся большие потери белые отступили. 18 октября Сталин телеграфирует Ленину о разгроме войск Донской армии под Царицыном. 19 октября Сталин выехал из Царицына в Москву.
С 8 октября 1918 по 8 июля 1919 года и с 18 мая 1920 по 1 апреля 1922 года Сталин является членом Революционного военного совета РСФСР. Сталин также входил в состав Реввоенсоветов Западного, Южного, Юго-Западного фронтов.
Как отмечает доктор исторических и военных наук М. А. Гареев, во время Гражданской войны Сталин получил огромный опыт военно-политического руководства крупными массами войск на многих фронтах (оборона Царицына, Петрограда, на фронтах против Деникина, Врангеля, белополяков и др.).
В начале января 1919 года Сталин и Дзержинский выехали в Вятку, чтобы расследовать причины поражения Красной армии под Пермью и сдачи города Русской армии А. В. Колчака. 13 января они отправили Ленину краткий отчёт о причинах поражения, 31 января был подготовлен отчёт комиссии ЦК и Совета Обороны. Комиссия Сталина—Дзержинского способствовала налаживанию снабжения, прибытию новых частей, реорганизации и восстановлению боеспособности разбитой 3-й армии с. 55-56; однако в целом положение на пермском фронте было выправлено тем, что Красной армией была взята Уфа, и Колчак уже 6 января отдал приказ о сосредоточении сил на уфимском направлении и переходе к обороне под Пермью.

## Оборона Петрограда
Во время наступления Северного корпуса на Петроград в мае 1919 г. занимался организацией обороны Петрограда и борьбой с антибольшевистским подпольем. Опять, как и в Царицыне, упорно «чистил» ряды военспецов. 12 июня — 18 июня 1919 года Сталин участвовал в командовании операцией по подавлению восстания форта «Красная Горка» в Петрограде. Участвовал в подавлении восстания на форте «Серая лошадь».

Вслед за Красной Горкой ликвидирована Серая Лошадь. Орудия на них в полном порядке. Идёт быстрая проверка всех фортов и крепостей. Морские специалисты уверяют, что взятие Красной Горки с моря опрокидывает морскую науку. Мне остаётся лишь оплакивать так называемую науку. Быстрое взятие Горки объясняется самым грубым вмешательством со стороны моей и вообще штатских в оперативные дела, доходившим до отмены приказов по морю и суше и навязывания своих собственных. Считаю своим долгом заявить, что я и впредь буду действовать таким образом, несмотря на всё моё благоговение перед наукой. — И. В. Сталин, телеграмма 16 июня 1919 г.
«Ликвидация восстания на Красной Горке явилась одной из первых совместных операций советских сухопутных и морских сил при поддержке авиации и значительно изменила оперативную обстановку под Петроградом. Общее руководство этими силами осуществлял И. В. Сталин» — из Большой Российской Энциклопедии (2009 г.)
Летом 1919 года Сталин организовал отпор польскому наступлению на Западном фронте, в Смоленске.
Постановлением ВЦИК от 27 ноября 1919 года Сталин был награждён первым орденом Красного Знамени «в ознаменование всех заслуг по обороне Петрограда, а также самоотверженной его дальнейшей работы на Южном фронте». В феврале — марте 1920 года он возглавил Совет Украинской трудовой армии и руководил мобилизацией населения на добычу угля.

## Поражение ввойне с Польшей
В период 26 мая — 1 сентября 1920 года Сталин входил в Реввоенсовет Юго-Западного фронта в качестве представителя РВСР. Там он участвовал в руководстве прорывом польского фронта, в овладении Киевом и продвижении Красной армии ко Львову. По мнению историка Такера Сталин, стремясь достичь успехов на подчинённом ему фронте, поощрял Будённого к невыполнению приказов верховного командования о переброске 1-й конной армии из-под Львова на варшавское направление, что стало одним из существенных факторов поражения РККА на польском фронте. По мнению историка Мельтюхова, конная армия Буденного была втянута в бои на львовском направлении и не могла быть быстро выведена и направлена под Варшаву. Связанная с этим заминка в переподчинении армии была позже использована противниками Сталина в политических интересах.
«Краткий курс истории ВКП(б)» был создан, частью лично Сталиным, частью под его редакцией. Сталин в своём изложении пренебрегал элементарной логикой, что видно например из следующего отрывка, касающегося событий 1920 г. — катастрофического по своим последствиям отказа С. М. Будённого выполнить приказ командования и перебросить свою армию на угрожаемый Варшавский фронт:

«Что касается войск Южного фронта, стоявших у ворот Львова и теснивших там поляков, то этим войскам „предреввоенсовета“ Троцкий воспретил взять Львов, и приказал им перебросить конную армию (…) далеко на северо-восток, будто бы на помощь Западному фронту, хотя не трудно было понять, что взятие Львова было бы единственно возможной и лучшей помощью Западному фронту. (…) Таким образом, вредительским приказом Троцкого было навязано войскам нашего южного фронта непонятное и ни на чем не основанное отступление — на радость польским панам. Это была прямая помощь, но не нашему западному фронту, а польским панам и Антанте»

31 мая 1920 года Сталин участвовал в отдаче директивы РВС Юго-Западного фронта о разгроме Киевской группировки польских войск.
22 декабря 1920 года Сталин участвовал на VIII Всероссийском съезде Советов.
Как отмечает исследователь Шикман А. П. «жёсткость решений, огромная работоспособность и умелое сочетание деятельности военной с политической позволили Сталину приобрести многих сторонников».